# حراماويات
الحراماويات (الاسم العلمي: †Haramiyoidea) هي رتيبة من حيوانات ثديية الشكل منقرضة تتبع رتبة الحراميات من الوحشيات الأخرى.

## التصنيف
- نظيرات الحرامية
  - الحرامية
- جدات الحرامية
  - جدة الحرامية "Haramiyavia"